# 다섯은 너무 많아
"다섯은 너무 많아"는 2005년에 개봉한 대한민국의 독립 영화이다.

## 줄거리
친구 집에 얹혀 살던 가출 청소년 동규가 시내가 일하던 도시락 전문점에서 금지된 1회용품을 사용하는 것을 사진으로 찍어 신고하여 포상금을 받으려고 하다가 오히려 시내에게 돌을 맞고 정신을 잃는다. 이후 기억이 나지 않는다며 시내 집에 무작정 얹혀 살기 시작한다.

## 캐스팅
- 최시형 : 동규 역
- 조시내 : 시내 역
- 김도균 : 만수 역
- 최가현 : 영희 역
- 이경세 : 철민 역
- 노정아 : 유미 역
- 곽대호 : 준석 역
- 장채선 : 동규 모 역
- 최두영 : 도시락집 사장 역
- 유한옥 : 시내 모 역
- 박경찬 : 김밥집 사장 역
- 성대복 : 주유소 사장 역
- 한동규 : 전자센터 사장 역
- 장미희 : 구청 직원 역
- 오성은 : 동규 동생 역
- 박수호 : 수호 역
- 오춘근 : 교사 역
- 구희우 : 등교하는 학생 역
- 이상학 : 등교하는 학생 역
- 서미석 : 등교하는 학생 역
- 이혜영 : 등교하는 학생 역
- 김이슬 : 등교하는 학생 역
- 최광우 : 담배 피우는 소년 역
- 남덕우 : 편의점 아르바이트 역
- 윤성희 : 은행 손님 역
- 김병구 : 은행 손님 역
- 이재옥 : 은행 손님 역
- 조병기 : 은행 손님 역
- 조은정 : 은행 손님 역
- 김현중 : 경찰 역
- 박신우 : 경찰 역
- 박승범 : 극장 관객 역
- 김민수 : 극장 관객 역
- 하언수 : 극장 관객 역
- 이제하 : 극장 관객 역
- 정미영 : 극장 관객 역
- 정수진 : 극장 관객 역
- 정혜진 : 극장 관객 역
- 이정나 : 극장 관객 역